# Württembergisches Generalkommando z.b.V. 64

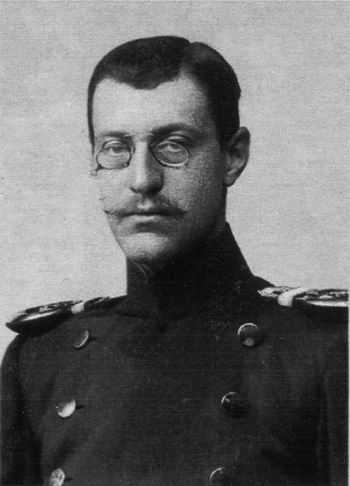
Wilhelm Karl von Urach

Das Württembergische General-Kommando z. b. V. Nr. 64 war ein Großverband der Württembergischen Armee im Ersten Weltkrieg.

## Gliederung
Es handelte sich beim Generalkommando 64 um ein Generalkommando z. b. V. (Generalkommando zur besonderen Verwendung). Diese entstanden ab 1916 und waren reine Kommandostellen, die militärischen Einheiten wurden ihm nach Bedarf zugeordnet. 

## Geschichte
Durch Verfügung des Württembergischen Kriegsministeriums vom 30. Dezember 1916 wurde das Generalkommando durch die Landwehr-Inspektion Stuttgart aufgestellt und am 6. Juni 1917 mobilgemacht. Obwohl als Verband der Württembergischen Armee aufgestellt, verfügte es dauerhaft nicht über württembergische Truppen.
Ersatztruppenteil war das Grenadier-Regiment „Königin Olga“ (1. Württembergisches) Nr. 119 in Stuttgart.
Am 5. Januar 1917 übernahm der württembergische General der Kavallerie Wilhelm Karl von Urach, Chef des Hauses Urach, einer württembergischen Nebenlinie und bisheriger Kommandeur der 26. Division das Kommando des neu gegründeten Generalkommandos z.b.V. Nr. 64 . Chef des Stabes waren von 31. Dezember 1916 bis 16. März 1918 Oberstleutnant Erich Wöllwarth, anschließend bis 20. Dezember 1918 Major Zimmermann.
Das Generalkommando 64 war Teil der Armeeabteilung B des Generals Erich von Gündell im Abschnitt der östlichen Heeresgruppe Herzog Albrecht von Württemberg. Dem Kommando wurde die Verteidigung des etwa 70 Kilometer breiten Abschnittes zwischen Markirch und Gebweiler übertragen. Als Hauptquartier des Generalkommandos diente Schoppenweier nördlich von Colmar. Größere Kampfhandlungen fanden 1917/18 an dieser schwierigen Gebirgsfront der Vogesen nicht statt.
Das Generalkommando umfasste bei Kriegsende im Oktober 1918
- die 6. Königlich Bayerische Landwehr-Division
- die 4. Kavallerie-Division und
- die 7. Kavallerie-Schützen-Division

## Kommandierender General
| Dienstgrad                             | Name                   | Datum                         |
| -------------------------------------- | ---------------------- | ----------------------------- |
| Generalleutnant/General der Kavallerie | Wilhelm Karl von Urach | 5. Januar 1917 bis Kriegsende |